# Chimaera owstoni
Chimaera owstoni är en broskfiskart som beskrevs av Tanaka 1905. Chimaera owstoni ingår i släktet Chimaera och familjen havsmusfiskar. Inga underarter finns listade i Catalogue of Life.
Arten förekommer i havet vid östra Japan. Den vistas i områden som ligger 650 till 900 meter under havsytan. Exemplaren når en maximal längd av 80 cm. Honor lägger antagligen ägg.
Det är inget känt om populationens storlek och möjliga hot. IUCN kategoriserar arten globalt som otillräckligt studerad.